# Dissema
Dissema est un village de la commune de Massock-Songloulou; située dans le département de la Sanaga-Maritime et la région du Littoral au Cameroun. Il est situé à 18 km de Kahn.

## Population
En 1967, Dissema comptait 78 habitants, principalement Bassa.
Lors du recensement de 2005, 67 personnes y ont été dénombrées.